# کنسی میکامی
کنسی میکامی (انگلیسی: Kensei Mikami؛ زادهٔ ۲ آوریل ۱۹۸۴) بازیگر اهل ژاپن است.